# Munderfing
Munderfing är en ort och kommun  i Österrike. Den ligger i distriktet Braunau am Inn i förbundslandet Oberösterreich, 240 kilometer väster om huvudstaden Wien. 
Kommunen består av 23 orter (Ortschaften) (inom parentes invånarantal 1 januari 2024):

- Ach (12)
- Achenlohe (107)
- Achtal (98)
- Althöllersberg (148)
- Baumgarten (30)
- Bradirn (199)
- Buch (3)
- Haidberg (143)
- Hirschlag (68)
- Höllersberg (227)
- Katztal (28)
- Kolming (46)
- Lichteneck (28)
- Munderfing (1 359)
- Oberweißau (42)
- Parz (46)
- Pfaffing (77)
- Rödt (35)
- Spreitzenberg (50)
- Stocker (2)
- Unterweißau (40)
- Valentinhaft (175)
- Wiesenham (43)